# Kasuga (Fukuoka)
Kasuga (春日市 Kasuga-shi?) es una ciudad localizada en Fukuoka, Japón.
A partir de 2008, la ciudad tiene una población de 107.604 y una densidad de 7.600 personas por km². La superficie total es de 14,15 km².
La ciudad fue fundada el 1 de abril de 1972.

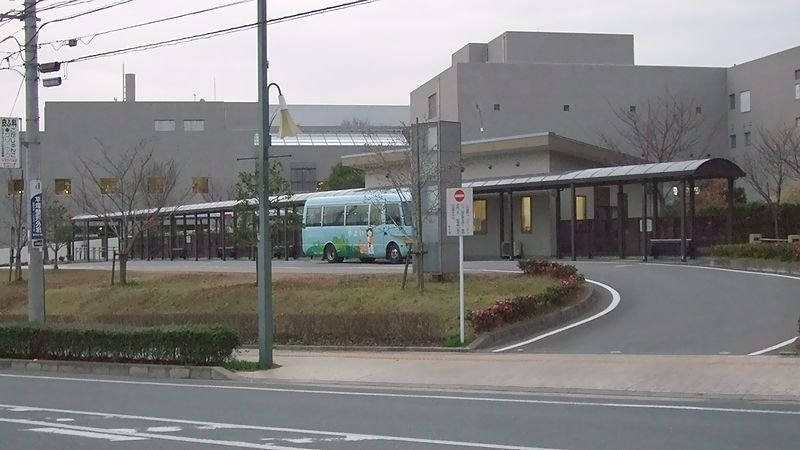
Terminal de autobuses de la ciudad de Kasuga.